# Мальчезине
Мальчезине (итал. Malcesine) — итальянская коммуна на восточном берегу озера Гарда в провинции Верона, у подножия горы Монте-Бальдо (1950 метров). Один из главных туристических центров на берегу озера. Коммуна состоит из приозёрных поселений Navene, Campagnola, Malcesine, Val di Sogno и Cassone.
Население составляет 3 674 человека(30-9-2017), плотность населения составляет 53,02 чел./км². Занимает площадь 69,29 км². Почтовый индекс — 37018. Телефонный код — 045. 
Покровителями коммуны почитаются святой первомученик Стефан, празднование 26 декабря, и святой Венигн Мальчезинский, празднование 26 июля.
Севернее Мальчезине проходит граница области Венеция; следующий приозёрный курорт, Рива-дель-Гарда, относится уже к области Трентино — Альто-Адидже. На противоположном берегу озера, чуть севернее Мальчезине, на склоне скалы живописно расположился курорт Лимоне, относящийся к области Ломбардия.

## История
Топоним впервые встречается в завещании 844 года в форме Manessicelles. Прибрежный замок, построенный, как считается, ещё лангобардами, приобрёл нынешний облик при веронских Скалигерах, которые владели побережьем с 1277 по 1387 годы. На смену им пришли миланские Висконти (до 1403 года) и затем венецианцы.
В «Итальянском путешествии» Гёте рассказывает, как в сентябре 1786 года, делая зарисовки замка в Мальчезине, был задержан венецианскими властями и подвергнут допросу как возможный австрийский шпион.

## Туризм
Главная достопримечательность — замок Скалигеров, на верхнем ярусе донжона которого с 1442 года висит колокол. Оттуда открываются панорамные виды озера. Одно из помещений замка посвящено визиту Гёте, имеются также экспозиции по естественной истории и рыболовству. Вход платный. Местные жители часто проводят на территории свадебные церемонии.
Дворец капитанов (Palazzo dei Capitani) — бывшая резиденция венецианского «капитана озера» (Capitano del Lago) — существовал ещё при Скалигерах, а нынешний облик приобрёл в XV веке. Вблизи озера открыт для посещения оливковый парк. Из храмов города наиболее известна церковь Мадонны дель Розарио.
На Монте-Бальдо к отметке в 1750 метров поднимаются на фуникулёре. Большинство туристов поднимается на гору ради панорамных видов озера. Имеются условия для занятия парапланеризмом, а в зимнее время — горнолыжным спортом и сноубордом. 
Также у отдыхающих на берегу озера популярны рыбалка, скандинавская ходьба, дайвинг, яхтинг, катание на горном велосипеде, виндсерфинг, кайтсерфинг.